# 丰泰
丰泰（義大利語：Fonte），是意大利威尼托大区特雷维索省的一个市镇。总面积14.62平方公里，人口6158人，人口密度421.2人/平方公里（2009年）。国家统计（ISTAT）代码为026029。